# Seznam hudebních zkratek
Seznam hudebních zkratek uvádí některé zkratky, často se vyskytující v notových záznamech, v hudební literatuře nebo v publikacích týkajících se hudby.

## A
- a1 – název tónu používaného pro ladění
- A – alt (v partituře)
- abb. – abbasemento, klesání
- a cap. – a capella, bez doprovodu
- accel. – accelerando, zrychleně
- accomp. – accompagnamento, doprovod
- adgo – adagio, zdlouhavě, volným pohybem
- adgtto – adagietto, malé adagio, krátké
- adte – andante, zvolna
- allarg. – allargando, zpomalovaně
- and. – andante, pozvolně, zvolna
- Ar – Arpa, harfa
- arp. – arpeggio, rozloženě (např. pro hru na harfu)
- arr. – arragement, aranžování, úprava hudební skladby
- a t. – a tempo, v tempu
- att. – attaca, ihned pokračovat

## B
- B – bas (v partituře)
- B. – basso, nízký, hluboký – potichu, tiše
- Bar. – baritono, baryton
- b. c. – basso continuo, nepřerušovaný bas
- ben ritm. – ben ritmico, rytmicky
- Bjo – banjo, bendžo
- Bkl. – basklarinet
- B. Kl. – basklarinet
- Bl. – Blassinstrumente, dechové nástroje
- Bn. – basson, fagot
- B. o. – basso ostinato, figura v basu opakující se delší dobu, ostinátní bas
- BROLN – Brněnský rozhlasový orchestr lidových nástrojů
- Btb. – bastuba
- BT – baritono, baryton

## C
- C. – Capo, hlava, začátek
- c. a. – coll'arco, smyčcem
- cal. – calando, síly a rychlosti nechť ubývá
- C. angl. – cor anglais, anglický roh
- cant. – cantabile, zpěvně
- cantab. – cantabile, zpěvně
- c. b. – col basso, s basem
- c. d. – colla destra, pravou rukou
- Cel. – celesta
- c. f. – cantus firmus, stálý zpěv
- Cfg. – contrafagotto, kontrafagot
- c. l. – col legno, dřevem smyčce
- Cl. – clarinetto, klarinet
- clar. – clarinetto, klarinet
- com. – commodo, klidně, pohodlně
- Cor. – corno, lesní roh
- c. p. – colla parte, doprovod se řídí hlavním hlasem
- cresc. – crescendo, znenáhla zesilovat
- c. s. – colla sinistra, levou rukou
- c. s. – come sopra, jako nahoře
- c. v. – colla voce, zároveň se zpěvním hlasem
- c. var. – con variazionni, se změnami

## Č
- ČF – Česká filharmonie

## D
- d. – destra, pravá ruka
- D. – discanto, soprán
- D. C. – da capo, od začátku
- D. C. al Fine – da capo al Fine, od začátku do konce
- decresc. – decrescendo, postupně zeslabovat
- dim. – diminuendo, s ubývající silou, pomalu zeslabovat
- dimin. – diminuendo, s ubývající silou, pomalu zeslabovat
- div. – divisi, rozděleně
- d. m. – destra mano, pravou rukou
- Dm – drum, buben
- dol. – dolce, sladce, líbezně
- D. S. – dal segno, od znamení

## E
- esp. – espressione, výraz
- espr. – espressivo, výrazně
- espres. – espressivo, výrazně

## F
- f – forte, silně
- fag. – fagotto, fagot
- ff – fortissimo, velmi silně
- fg. – fagotto, fagot
- fff – forte fortissimo, velikou silou
- ffff – fortissimo fortissimo, con tuta la sforza, maximální silou, vší silou
- fl. – flauto, flétna
- fl. picc. – flauto piccolo, pikola (malá flétna)
- FO – full organ, plným varhanním strojem, naplno
- FOK (Symfonický orchestr) – film, opera, koncert
- fp – forte piano, po silném tónu následují slabé tóny
- fz. – forzando, důrazně

## G
- g. – gauche, levá ruka
- g. b. – general bas, generální bas, hlavní bas
- gliss. – glissando, klouzavě
- G. O. – grand orgue, hlavní varhanní manuál
- G. P. – generální pauza, všechny nástroje mají pauzu
- G. P. R. – grand orgue et positif et récit, spojit I., I.. a III. manuál varhan
- G. R. – grand orgue et récit, spojit I. a III. manuál varhan

## H
- Hr. – horna, lesní roh

## I
- i. – introductio, úvodní část skladby, předehra
- int. – introductio, úvodní část skladby, předehra
- in (C) – označení tóniny C-dur (ve starých rukopisech)
- in (c) – označení tóniny C-moll (ve starých rukopisech)
- intr. – introduzione, introdukce, předehra
- inv. – inversione, převrat hudebního tématu

## J
- JOČR – Jazzový orchestr Československého rozhlasu

## K
- Kb. – kontrabas (basa)
- Kp. – kontrapunkt

## L
- l. – levá ruka
- larg. – largamentte, široce
- largh. – larghetto, široce (méně než largo)
- leg. – legato, vázaně
- legg. – leggiero, leggero, legermentte, lehce, zlehka, lehounce
- loco – loco, na původním místě, zde hrát jak je předepsáno
- l. s. – lasciar sonare – nechat znít
- l. v. – lasciar vibrare – nechat chvět

## M
- M. – manuál
- manc. – mancando, ubývavě, mizivě
- marc. – marcato, důrazně
- mart. – martellato, bušivě (kladívkovým smykem)
- martel. – martellato, bušivě (kladívkovým smykem)
- m. d. – mano destra, pravá ruka
- mf – mezzo forte, polosilně (středně silně)
- m. g. – main gauche, levou rukou
- MO – malý orchestr
- mod. – moderato, zkráceně
- modto. – moderato, zkráceně
- mor. – morendo, zkomíravě
- mp – mezzo piano, středně slabě, polohlasně
- m. s. – mano sinistra, levou rukou
- m. v. – mezza voce, polohlasem

## O
- OPSO - Originální pražský synkopický orchestr
- orch. – orchestra, orchestr, orchestrální
- org. – organo, varhany

## P
- p – piano, slabě
- p. – pravá ruka, pravá noha
- part. – partitura
- pf – piú forte, silněji
- pizz. – pizzicato, pizzicando, brnkavě, drnkavě
- pp – pianissimo, velmi slabě
- ppp – piano pianissimo, co nejslaběji
- pppp – pianissimo pianissimo, piano possibille, s minimální silou (co nejtiššeji), tiše jak jen možno
- p. r. pravá ruka

## Q
- Quart. – quartetto, kvarteto (smyčcové kvarteto)

## R
- R. – ripieno, v plném obsazení
- reg. – registro, rejstřík (soubor všech varhanních hlasů)
- rep. – repettio, opakování, repetice
- repet. – repettio, opakování, repetice
- rev. – revisione, revize, nová úprava, prověrka, prohlídka
- rf. – rinforzando, důrazně, zesíleně
- rfz. – rinforzando, důrazně, zesíleně
- Rfr. – refrain, refrén, opakování
- risol. – risoluto, rozhodně, rázně, rezolutně
- rit. – ritardando, ritenuto, znenáhla zvolňovat, trochu zvolnit (volněji)
- ritard. – ritardando, znenáhla zvolňovat
- riten. – ritenuto, trochu volněji, zvolněně, volněji

## S
- s. – senza, bez
- S – soprano, soprán (v partituře)
- sf – sforzato, důrazně
- s. m. – sinistra mano, hrát levou rukou
- Sm – smyčce
- SOČR – Symfonický orchestr Českého rozhlasu
- sopr. – soprano, soprán
- sord. – sordino, dusítko (sordina)
- spk – speaker, vypravěč
- s. p. – sul ponricello, u kobylky (smyčcový hudební nástroj)
- s. p. – sempre piano, stále slabě
- s. s. – senza sordino, bez dusítka
- stacc. – staccato, krátce, odraženě
- string. – stringendo, zrychleně
- stto – stretto, rychle
- sub. – subito, ihned, náhle
- sub. f. – subito forte, náhle silně
- sub. p. – subito piano, náhle slabě
- s. v. – sotto voce, přidušeným hlasem, tlumeně (přidušeně)

## T
- T – tenor
- T. – tasto, klapka, klávesa
- T. – tempo, čas, doba, rychlost, pohyb
- t. c. – tre corde, na třech strunách
- ten. – tenuto, drženě, vydržovaně
- ten. – tenor, tenorový
- TOČR – Taneční orchestr Československého rozhlasu
- t. p. – tempo primo, původní tempo
- tr. – trylek
- trem. – tremando, tremolo, chvějivě
- t. s. – tasto solo, základní sólo hra bez akordů

## U
- u. c. – una corda, na jedné struně
- un. – unisono, jednohlas, jednohlasně (všichni hrají či zpívají tutéž melodii)

## V
- V. – violino, housle
- va – viola
- vla – viola
- vc – violoncello
- vlc – violoncello
- Vh. – varhany
- VO – velký orchestr
- v. s. – volti subito, obraťte rychle

## Z
- zp. – zpěv (zpěvní part)

## Související článek
- Seznam hudebních pojmů